# Amadeo V de Saboya
Amadeo V (Le Bourget-du-Lac, 4 de septiembre de 1249 – Aviñón, 16 de octubre de 1323), llamado «el Grande» por su sabiduría y su éxito como gobernante, fue conde de Saboya desde 1285 hasta 1323. Estableció Chambéry como su residencia. Era el segundo hijo de Tomás II, Conde de Piamonte, conde de Maurienne (f. 1259) y de su segunda esposa, Beatriz de Fiesque.
Amadeo IV el Grande (r. 1285-1323) sucedió a su tío Felipe como conde de Saboya. Con su matrimonio con Sibila de Baugé (f. 1294), pudo incorporar los distritos borgoñones de Baugé y Bresse a sus estados. Sus dominios se incrementaron aún más con posterioridad. 
El 1.º de octubre de 1285, Amadeo fue declarado protector de Ginebra después de negociaciones con el obispo de Ginebra. El título hereditario pertenecía a Amadeo II, conde de Ginebra, que estaba en conflicto con el obispo.
En 1315 Amadeo ayudó a los Caballeros Hospitalarios en la defensa de Rodas contra los turcos.

## Matrimonios y descendencia
Se casó primero con Sibila de Baugé-Couzan y St Bonnet-Le-Château, señora de Bresse y tuvieron ocho hijos:
- Bona de Saboya, casada con Juan I de Viennois, delfín de Viennois, y con Hugo de Borgoña, Señor de Montbauson.
- Juan de Saboya, murió en 1284.
- Beatriz de Saboya (1278-1291) no se casó solo estuvo tres años prometida al futuro conde Guillermo III de Ginebra, quién al final se casaría con su hermana pequeña, Inés.
- Eduardo de Saboya, que se casó en 1307 con Blanca de Borgoña, hermana de Margarita y de Eudes IV.
- Leonor de Saboya (1279-1324), primero casada con Guillermo de Chalon, conde de Auxerre y Tonnerre (1277-1304).  Se casó en 1305 con Dreux IV de Mello y finalmente quedó nuevamente viuda en 1311y se volvió a casar con el conde Juan I de Forez (1275-1334).
- Margarita de Saboya (murió en 1359) casada con Juan I de Montferrato, marqués de Montferrato. No tuvieron descendencia.
- Inés de Saboya (1286-1322) casada con el conde Guillermo III de Ginebra (1286-1320).
- Aimón de Saboya.

Se casó por segunda vez, en 1304, con María de Brabante, que era hija de Juan I, duque de Brabante y de Margarita de Flandes. Sus abuelos maternos eran Guido de Dampierre, conde de Flandes, y su primera esposa Matilde de Bethume. Tuvieron cuatro hijos:
- María de Saboya.
- Catalina de Saboya, muerta en 1336, casada con Leopoldo I (duque de Austria y Estiria).
- Ana de Saboya, muerta en 1359, casada con el Emperador bizantino Andrónico III Paleólogo.
- Beatriz de Saboya, casada con Enrique I de Bohemia, Duque de Carintia, conde del Tirol.